# Alingsås manufakturverk
Alingsås manufakturverk var ett textilmanufakturverk i Alingsås som grundades 1724 av Jonas Alströmer och lades ned 1847.
Jonas Alströmer hade efter mycket studier under sin karriärstid, främst i England, sett hur Sverige lade ner höga summor på att importera textilier och såg möjlighet för Sverige att själv driva förädling av råvaror. Han erhöll 1724 privilegium att "uppå egen bekostnad inrätta et ylle manufactur af allehanda slag" i Alingsås. Redan hösten 1723 hade han från Holland lyckats införa några vävstolar, ull, färger och dylikt samt två brittiska arbetare. Följande vår kunde en ny sändning överföras, varefter arbetet började komma igång. Alströmer lyckades intressera politiskt inflytelserika personer som Carl Gyllenborg, Daniel Niklas von Höpken, Carl Gustaf Tessin med flera andra inom den krets som senare bildade hattpartiet, och med kung Fredrik I i spetsen som "guvernör" bildades en "societet" vars bolagsordning antogs 10 maj 1725.
Alströmer och fyra andra blev direktörer. Företaget erhöll vid 1726-27 års riksdag stora förmånar, bland annat införlivades staden Alingsås (då omkring 150 innevånare) med manufakturverket och ställdes under inseende av societeten som fick betydande lån ur den nybildade manufakturfonden. Följande riksdagar understödde detta "moderverk" med ytterligare lån, vilka slutligen uppgick till över 413.000 riksdaler silvermynt, tillverkningspremier, tullförhöjningar och införselförbud.
Vid 1720-talets slut ingick ett flertal anläggningar för framställning av textil-, beklädnads- och tobaksprodukter i Alingsås Manufakturverk. Enligt en redogörelse 1729 fanns strumpebands-, klädes- och frissväverier, kattunstryckeri, strumpstickeri, hattmakeri och annat med tillsammans omkring 400 arbetare. 1746 uppgick personalen till 134 män och 741 kvinnor och varornas tillverkningsvärde till 150.000 daler.
Blomstringen hjälptes genom de kraftiga understödet i merkantilismens anda. När detta med hattpartiets fall 1765-66 års riksdag indrogs och privilegierna ej förnyades, kom en förödande kris för verket, som endast tack vare Patrick och Johan Alströmers energi kunde hållas uppe. 1778 hade tillverkningsvärdet sjunkit till 17.000 riksdaler specie och vävstolarna antal gått ned från 64 till 17. Förödelsens fullbordades av en eldsvåda 1779, varefter manufakturen förde en tynande tillvaro med tillverkning av kläder, filtar, golvmattor och strumpor. Efter Patrick Alströmers död 1804 drevs det vidare för arvingarnas räkning till 1818.

## Fotnoter
1. ↑  “Jonas Ahlström (sedermera Alströmer, Comm. Råd, R.N.O.), hade redan 1723, ifrån Paris, insändt underdånig ansökning, om privilegium på ett manufacturwerks anläggning i Alingsås, hwilket omsider utfärdades 1724, förbättrades 1727 och förnyades 1747 på 20 år.” (Ur Stockholms Stads Historia från stadens anläggning till närwarande tid, utgiven av Nils Lundequist på Zacharias Hæggströms förlag)